# Deltistes
Deltistes is een monotypisch geslacht van straalvinnige vissen uit de familie van de zuigkarpers (Catostomidae).

## Soort
- Deltistes luxatus (Cope, 1879)